# Список картин Василия Григорьевича Перова
Ниже перечислены картины русского живописца Василия Григорьевича Перова.
| Картина | Название                                                               | Год создания            | Техника                 | Размеры (см)              | Местонахождение                                                                          | Провенанс |
| ------- | ---------------------------------------------------------------------- | ----------------------- | ----------------------- | ------------------------- | ---------------------------------------------------------------------------------------- | --- |
|         | Автопортрет                                                            | 1851                    | Холст, масло            | 77 x 59,5                 | Национальный музей «Киевская картинная галерея» с 1955 г.                                | Г. П. Шлейфер, Киев Н. Д. Стражеско, Киев Е. Н. Зобнина                                                         |
|         | Портрет Н. Г. Криденера, брата художника                               | 1856                    | Холст, масло            | 62,3 x 51                 | Государственный Русский музей с 1951 г.                                                  | Комитет по делам искусств при Совете министров СССР                                                             |
|         | Приезд станового на следствие                                          | 1857                    | Холст, масло            | 38 x 43                   | Государственная Третьяковская галерея с 1965 г.                                          | Г. И. Хлудов Н. А. Лукутин и Л. Г. Лукутина (урожд. Хлудова) В. Н. Виноградов и О. Ф. Виноградова, Москва       |
|         | Нищий, просящий милостыню                                              | 1858                    | Холст, масло            | 105 x 89                  | Государственный Русский музей с 1922 г.                                                  | Меликов, Петроград                                                                                              |
|         | Странник                                                               | 1859                    | Холст, масло            | 63 х 55                   | Саратовский художественный музей                                                         | |
|         | Сцена на могиле                                                        | 1859                    | Холст, масло            | 58 x 69                   | Государственная Третьяковская галерея с 1978 г.                                          | Г. И. Хлудов племянник Г. И. Хлудова семья Осиповых (приобр. в Торгсине) Н. Н. Осипов, Москва                   |
|         | Первый чин                                                             | 1860                    | Холст, масло            | 48 х 55                   | Посольство Ирана                                                                         | Г. И. Хлудов А. Г. Найденова (урожд. Хлудова)                                                                   |
|         | Первый чин. Сын дьячка, произведенный в коллежские регистраторы        | 1861                    | ?                       | 39 х 56                   | Литография с картины, находившейся в посольстве Ирана                                    | |
|         | Проповедь в селе                                                       | 1861                    | Холст, масло            | 69,3 x 59,3 верх полуовал | Государственная Третьяковская галерея с 1925 г.                                          | К. Т. Солдатёнков Румянцевский музей (с 1901 по завещанию К. Т. Солдатёнкова)                                   |
|         | Сельский крестный ход на пасхе                                         | 1861                    | Холст, масло            | 71,5 x 89                 | Государственная Третьяковская галерея с 1861 г.                                          | Приобретено П. М. Третьяковым у автора                                                                          |
|         | Дилетант                                                               | 1862                    | Холст на картоне, масло | 33,8 х 28                 | Государственная Третьяковская галерея не позднее 1872 г.                                 | Приобретено П. М. Третьяковым у автора                                                                          |
|         | Чаепитие в Мытищах, близ Москвы                                        | 1862                    | Холст, масло            | 43,5 x 47,3               | Государственная Третьяковская галерея с 1925 г.                                          | К. Т. Солдатёнков Румянцевский музей (с 1901 по завещанию К. Т. Солдатёнкова)                                   |
|         | Портрет И. М. Прянишникова                                             | Около 1862              | Холст, масло            | 41,5 x 33,6               | Государственная Третьяковская галерея с 1905 г. (дар. И. С. Остроухова)                  | И. С. Остроухов                                                                                                 |
|         | Учитель рисования (эскиз-вариант)                                      | 1863                    | Холст, масло            | 21,5 x 16                 | Ивановский художественный музей с 1930 г.                                                | В. П. Верещагин, С.-Петербург И. С. Остроухов Государственная Третьяковская галерея                             |
|         | Шарманщик                                                              | 1863                    | Дерево, масло           | 30,5 х 25                 | Государственная Третьяковская галерея с 1925 г.                                          | Ф. И. Прянишников (приобр. в 1864 у автора) Румянцевский музей (с 1867)                                         |
|         | Парижское гулянье. Внутренность балагана во время представления. Эскиз | 1863—1864               | Холст, масло            | 54,8 х 80,5               | Государственная Третьяковская галерея с 1949 г.                                          | Е. Е. Перова А. Г. Голиков А. К. Крайтор С. К. Пхакадзе, Москва                                                 |
|         | Праздник в окрестностях Парижа (на Монмартре)                          | 1863—1864 (не окончена) | Холст, масло            | 79,5 х 130                | Государственная Третьяковская галерея с 1973 г.                                          | Е. Е. Перова А. Г. Голиков С. К. Пхакадзе, Москва                                                               |
|         | Продавец песенников в Париже                                           | 1863—1864 (не окончена) | Холст, масло            | 76,5 х 102,5              | Государственная Третьяковская галерея с 1972 г.                                          | Л. С. Медведев В. В. Трескин, Москва Госфонд                                                                    |
|         | Савояр                                                                 | 1863—1864               | Холст, масло            | 40,5 x 32,2               | Государственная Третьяковская галерея с 1925 г.                                          | Ф. И. Прянишников (приобр. в 1864 у автора) Румянцевский музей (с 1867)                                         |
|         | Слепой музыкант                                                        | 1863—1864               | Холст, масло            | 55,5 x 48                 | Государственная Третьяковская галерея с 1927 г.                                          | С. М. Третьяков Н. С. Третьяков З. П. Бирчанский Я. И. Ачаркан, Москва                                          |
|         | Дети-сироты на кладбище                                                | 1864                    | Холст, масло            | 48 x 34,8                 | Государственный Русский музей с 1934 г.                                                  | С. Б. Хармац, Ленинград                                                                                         |
|         | Парижские тряпичники                                                   | 1864                    | Холст, масло            | 73 x 55                   | Государственный Русский музей с 1898 г.                                                  | В. А. Кокорев (приобр. в 1866 на аукционе ОПХ) В. Кокорева                                                      |
|         | Парижская шарманщица                                                   | 1864                    | Холст, масло            | 76,2 х 56                 | Государственная Третьяковская галерея с 1962 г.                                          | С. И. Четвериков (приобр. в 1866 на аукционе МОЛХ) Гурвич, Франция                                              |
|         | Гитарист-бобыль                                                        | 1865                    | Холст, масло            | 31,2 x 22                 | Государственный Русский музей с 1931 г.                                                  | В. С. (?) Смирнов Государственная Третьяковская галерея                                                         |
|         | Дворник, отдающий квартиру барыне                                      | 1865                    | Холст, масло            | 39,2 x 32,8               | Государственная Третьяковская галерея с 1929 г.                                          | М. М. Рахманинов И. С. Остроухов Музей Остроухова                                                               |
|         | Мальчик-мастеровой                                                     | 1865                    | Дерево, масло           | 30,6 х 21,3               | Ульяновский областной художественный музей с 1968 г.                                     | Р. Е. Рощина, Москва                                                                                            |
|         | Очередная у бассейна                                                   | 1865                    | Холст, масло            | 49,5 х 61                 | Национальный художественный музей Республики Беларусь с 1962 г.                          | Г. И. Хлудов К. Г. Вострякова Н. А. Лукутин В. Я. Хенкин, Ленинград                                             |
|         | Проводы покойника                                                      | 1865                    | Холст, масло            | 45,3 x 57                 | Государственная Третьяковская галерея с 1925 г.                                          | К. Т. Солдатёнков Румянцевский музей (с 1901 по завещанию К. Т. Солдатёнкова)                                   |
|         | Мальчик, готовящийся к драке                                           | 1866                    | ?                       | ?                         | Ярославский художественный музей                                                         | |
|         | Приезд гувернантки в купеческий дом                                    | 1866                    | Дерево, масло           | 44 x 53,3                 | Государственная Третьяковская галерея с 1884 г.                                          | М. И. Баранова                                                                                                  |
|         | Разговор за круглым столом                                             | 1866                    | Дерево, масло           | 18,1 х 21,5               | ?                                                                                        | |
|         | «Тройка». Ученики-мастеровые везут воду                                | 1866                    | Холст, масло            | 123,5 x 167,5             | Государственная Третьяковская галерея с 1867 г.                                          | Приобретено П. М. Третьяковым у автора                                                                          |
|         | Чистый понедельник                                                     | 1866                    | Дерево, масло           | 22,8 х 17,5               | Государственная Третьяковская галерея с 1916 г. (дар К. Г. Ценкер)                       | И. Ф. Ценкер, К. Г. Ценкер                                                                                      |
|         | Утопленница                                                            | 1867                    | Холст, масло            | 68 x 106                  | Государственная Третьяковская галерея с 1885 г.                                          | Н. А. Пушкевич (приобр. в 1868 у автора) наследники Н. А. Пушкевича, Москва                                     |
|         | Учитель рисования                                                      | 1867                    | Дерево, масло           | 25 x 20                   | Государственная Третьяковская галерея\| с 1929 г.                                        | Д. П. Боткин П. Д. Боткин И. С. Остроухов Музей Остроухова                                                      |
|         | Христос и Богоматерь у житейского моря                                 | 1867                    | Холст, масло            | 155 х 103                 | Государственная Третьяковская галерея с 1931 г.                                          | Церковь Косьмы и Дамиана в Шубине (дар автора), Москва фонд Московского отдела народного образования            |
|         | Дворник-самоучка                                                       | 1868                    | Холст, масло            | 30,4 х 25,1               | Государственная Третьяковская галерея с 1968 г.                                          | Н. П. Смирнов-Сокольский (приобр. через Д. С. Айзенштадта) и С. П. Близниковская, Москва                        |
|         | Портрет Елены Эдмундовны Шейнс (не окончен)                            | 1868                    | Холст, масло            | 57 х 46                   | Национальный художественный музей Республики Беларусь после 1955 г.                      | Е. Е. Перова Р. Э. Ратнер Е. Р. Ратнер, Ленинград                                                               |
|         | Портрет П. Ф. Резанова                                                 | 1868                    | Холст, масло            | 63 х 52                   | Челябинский государственный музей изобразительных искусств с 1952 г.                     | Резановы О. Н. Резанова Дирекция художественных выставок и панорам, Москва                                      |
|         | Портрет Ф. И. Резановой                                                | 1868                    | Холст, масло            | 63 х 53                   | Челябинский государственный музей изобразительных искусств с 1952 г.                     | Резановы О. Н. Резанова Дирекция художественных выставок и панорам, Москва                                      |
|         | Портрет Ф. Ф. Резанова                                                 | 1868                    | Холст, масло            | 91 х 71,5                 | Государственная Третьяковская галерея с 1970 г.                                          | Ф. Ф. Резанов Ржаницына Ф. И. Подтынников (?) В. Е. Гарин, Москва                                               |
|         | Последний кабак у заставы                                              | 1868                    | Холст, масло            | 51,1 x 65,8               | Государственная Третьяковская галерея с 1883 г.                                          | В. В. Епишкин (приобр. в 1869 у автора), Москва                                                                 |
|         | Сцена у железной дороги                                                | 1868                    | Холст, масло            | 52 х 66                   | Государственная Третьяковская галерея с 1883 г.                                          | Н. К. Бакланов (приобр. в 1868 у автора), Москва                                                                |
|         | Фомушка-сыч                                                            | 1868                    | Дерево, масло           | 44,8 x 36,8               | Государственная Третьяковская галерея не позднее 1872 г.                                 | А. А. Борисовский (приобр. в 1868 у автора), Москва                                                             |
|         | Портрет Г. И. Хлудова                                                  | 1868                    | Холст, масло            | 100 x 86                  | Костромской музей изобразительных искусств с 1974 г.                                     | Галкин наследники Галкина, Кострома                                                                             |
|         | Девочка с кувшином                                                     | 1869                    | Холст, масло            | 72,5 х 56,5               | Государственный Русский музей с 1905 г.                                                  | Н. И. Кузнецов (приобр. в 1869 у автора)                                                                        |
|         | Малый лет семнадцати (Булочник)                                        | 1869                    | Холст, масло            | 58 x 48,5                 | Государственный Русский музей с 1923 г.                                                  | И. М. Прянишников, Москва Академия художеств (приобр. у К. Ф. Прянишниковой)                                    |
|         | Портрет В. В. Безсонова                                                | 1869                    | Холст, масло            | 74 х 62,5                 | Государственная Третьяковская галерея с 1879 г.                                          | В. В. Безсонов, Москва                                                                                          |
|         | Портрет А. А. Борисовского                                             | 1869                    | Холст, масло            | 89,5 х 71                 | Государственный Русский музей с 1896 г.                                                  | А. А. Борисовский, Москва                                                                                       |
|         | Портрет Н. П. Ланина                                                   | 1869                    | Холст, масло            | 83,5 х 68,8               | Латвийский Национальный художественный музей с 1946 г.                                   | Н. П. Ланин Е. В. Ланина, Москва Московская закупочная комиссия                                                 |
|         | Портрет А. Ф. Писемского                                               | 1869                    | Холст, масло            | 97 х 77                   | Ивановский художественный музей с 1930 г.                                                | Государственная Третьяковская галерея (исполнен по заказу П. М. Третьякова)                                     |
|         | Старик-странник                                                        | 1869 (?)                | Холст, масло            | 47 x 38,9                 | Луганский областной художественный музей с 1964 г.                                       | Д. С. Гендлер, Ленинград                                                                                        |
|         | Автопортрет                                                            | 1870                    | Холст, масло            | 59,7 x 46                 | Государственная Третьяковская галерея до 1882 г.                                         | ? |
|         | К Троице-Сергию                                                        | 1870                    | Дерево, масло           | 25 х 19,7                 | Государственная Третьяковская галерея до 1893 г.                                         | Е. Е. Перова |
|         | Накануне девичника. Проводы невесты из бани                            | 1870                    | Холст, масло            | 48 х 72                   | Киевский национальный музей русского искусства с нач. 1920-х гг.                         | Л. С. Медведев, Москва Ф. А. Терещенко                                                                          |
|         | Портрет Авдотьи Андреевны Кузнецовой                                   | 1870                    | Холст, масло            | 61,5 х 54 Овал            | Клайпедская картинная галерея с 1973 г.                                                  | А. А. Кузнецова Гос. закуп. комиссия Вильнюсский художественный музей (с 1946)                                  |
|         | Портрет А. Ф. Писемского (авторское повторение)                        | 1870                    | Холст, масло            | 97 х 70                   | Институт русской литературы (Пушкинский дом)                                             | А. Ф. Писемский Румянцевский музей (дар вдовы А. Ф. Писемского)                                                 |
|         | Портрет А. Г. Рубинштейна                                              | 1870                    | Холст, масло            | 96 x 80                   | Государственный центральный музей музыкальной культуры им. М. И. Глинки                  | Музей Московской консерватории                                                                                  |
|         | Портрет Н. Г. Рубинштейна                                              | 1870                    | Холст, масло            | 102,5 х 79                | Государственная Третьяковская галерея с 1870 г.                                          | исполнен по заказу С. М. Третьякова                                                                             |
|         | Портрет Н. А. Степанова                                                | 1870                    | Холст, масло            | 75 х 61                   | Государственная Третьяковская галерея с 1959 г.                                          | Н. А. Степанов (?) Р. М. Бабасинова, Москва                                                                     |
|         | Птицелов                                                               | 1870                    | Холст, масло            | 82,5 x 126                | Государственная Третьяковская галерея с 1892 г.                                          | С. М. Третьяков (приобр. у автора)                                                                              |
|         | Спящие дети                                                            | 1870                    | Холст, масло            | 53 х 61                   | Государственная Третьяковская галерея с 1914 г.                                          | Доброхотов, Москва                                                                                              |
|         | Странник                                                               | 1870                    | Холст, масло            | 88 x 54                   | Государственная Третьяковская галерея не позднее 1872 г.                                 | Приобретено П. М. Третьяковым у автора                                                                          |
|         | Приезд институтки к слепому отцу                                       | 1870 (не окончена)      | Холст, масло            | 60,5 х 53                 | Государственная Третьяковская галерея после 1883 г.                                      | Е. И. Резанова                                                                                                  |
|         | Дедушка и внучек                                                       | 1871                    | Холст, масло            | 78 х 62                   | Центральный художественный музей Ташкента                                                | ? |
|         | Охотники на привале                                                    | 1871                    | Холст, масло            | 119 x 183                 | Государственная Третьяковская галерея с 1871 г.                                          | Приобретено П. М. Третьяковым у автора                                                                          |
|         | Портрет А. Н. Островского                                              | 1871                    | Холст, масло            | 103,5 x 80,7              | Государственная Третьяковская галерея с 1871 г.                                          | Исполнен по заказу П. М. Третьякова                                                                             |
|         | Рыболов                                                                | 1871                    | Холст, масло            | 91 х 68,7                 | Государственная Третьяковская галерея с 1872 г.                                          | Приобретено П. М. Третьяковым у автора                                                                          |
|         | Портрет С. Т. Аксакова                                                 | 1872                    | Холст, масло            | 75 х 62                   | Саратовский художественный музей с 1901 г.                                               | Е. Е. Перова |
|         | Портрет В. И. Даля                                                     | 1872                    | Холст, масло            | 94 х 80,5                 | Государственная Третьяковская галерея до 1893 г.                                         | Исполнен по заказу П. М. Третьякова (?)                                                                         |
|         | Портрет Ф. М. Достоевского                                             | 1872                    | Холст, масло            | 99 x 80,5                 | Государственная Третьяковская галерея с 1872 г.                                          | Исполнен по заказу П. М. Третьякова                                                                             |
|         | Портрет И. С. Камынина                                                 | 1872                    | Холст, масло            | 104 x 84,3                | Государственная Третьяковская галерея с 1890 г.                                          | И. С. Камынин К. В. Камынина, Москва                                                                            |
|         | Портрет П. С. Кампиони                                                 | 1872                    | Холст, масло            | 76 х 61                   | Астраханская картинная галерея имени П. М. Догадина с 1927 г.                            | П. С. Кампиони И. О. Шнауберт И. Е. Цветков(с 1909) Гос. Цветковская галерея                                    |
|         | Портрет А. Н. Майкова                                                  | 1872                    | Холст, масло            | 103,5 х 80,8              | Государственная Третьяковская галерея с 1872 г.                                          | Исполнен по заказу П. М. Третьякова                                                                             |
|         | Портрет М. П. Погодина                                                 | 1872                    | Холст, масло            | 115 х 88,8                | Государственная Третьяковская галерея с 1872 г.                                          | Исполнен по заказу П. М. Третьякова                                                                             |
|         | Портрет И. С. Тургенева                                                | 1872                    | Холст, масло            | 102,5 x 80,5              | Государственный Русский музей с 1930 г.                                                  | Государственная Третьяковская галерея (исполнен по заказу П. М. Третьякова)                                     |
|         | Голова киргиза-каторжника                                              | 1873                    | Холст, масло            | 64,5 х 58,5               | Государственный Русский музей с 1954 г.                                                  | А. И. Тимашев А. П. Артемьева Министерство культуры СССР                                                        |
|         | Отпетый                                                                | 1873                    | Холст, масло            | 87,5 х 113                | Государственный исторический музей после 1934 г.                                         | К. Т. Солдатёнков Румянцевский музей Государственная Третьяковская галерея Государственный музей революции СССР |
|         | Портрет С. Т. Кузнецова                                                | 1873                    | Холст, масло            | 125 х 93                  | Самарский художественный музей с 1947 г.                                                 | Кузнецова Ганешина Ганешин                                                                                      |
|         | Ботаник                                                                | 1874                    | Холст, масло            | 65,5 х 79                 | Государственная Третьяковская галерея с 1910 г. (по завещанию М. А. Морозова)            | М. А. Морозов, Москва                                                                                           |
|         | Возвращение жниц с поля в Рязанской губернии                           | 1874                    | Холст, масло            | 25,8 х 65                 | Государственная Третьяковская галерея с 1939 г.                                          | Г. И. Хлудов К. Г. Вострякова Е. В. Гельцер, Москва                                                             |
|         | Голубятник                                                             | 1874                    | Холст, масло            | 107 x 80,7                | Государственная Третьяковская галерея с 1910 г. (по завещанию М. А. Морозова)            | А. И. Тимашев наследники А. И. Тимашева М. А. Морозов, Москва                                                   |
|         | Пластуны под Севастополем                                              | 1874                    | Картон, масло           | 130 х 196                 | Киевский национальный музей русского искусства с нач. 1920-х гг.                         | Б. И. Ханенко, Киев Н. А. и И. Н. Терещенко                                                                     |
|         | Приём странника-семинариста                                            | 1874                    | Холст, масло            | 93 x 78                   | Кировский художественный музей с 1927 г.                                                 | Е. Е. Перова И. Е. Цветков (с 1891) Гос. Цветковская галерея Гос. музейный фонд                                 |
|         | Портрет девушки                                                        | 1874                    | Холст, масло            | 96 x 65                   | Рязанский государственный областной художественный музей им. И. П. Пожалостина с 1956 г. | Е. Е. Перова С. С. Рябов Музей г. Спасска Рязанский краеведческий музей                                         |
|         | Суд Пугачёва (неоконченная)                                            | 1875                    | Холст, масло            | 156 x 243                 | Государственный Исторический музей с 1924 г.                                             | А. Г. Криденер Третьяковская галерея (с 1883)                                                                   |
|         | Портрет Е. Е. Перовой                                                  | 1875                    | Холст, масло            | 88,5 х 71,3               | Художественный музей МССР с 1948 г.                                                      | ? |
|         | Сплетница                                                              | 1875                    | Холст, масло            | 43,5 x 42,5               | Государственный Русский музей с 1931 г.                                                  | Н. П. Якубовский                                                                                                |
|         | Юродивый                                                               | 1875                    | Холст, масло            | 153 x 101                 | Киевский национальный музей русского искусства с нач. 1920-х гг.                         | Б. А. Ханенко, Киев Ф. А. Терещенко                                                                             |
|         | Портрет П. И. Николаева                                                | 1875                    | Холст, масло            | 92,7 х 78                 | Владимиро-Суздальский музей-заповедник с 1925 г.                                         | Владимирская земская управа                                                                                     |
|         | Портрет А. П. Мельникова                                               | 1875 (?)                | Холст, масло            | 54 × 43                   | Башкирский государственный художественный музей имени М. В. Нестерова с сентября 1940    | Московская закупочная комиссия                                                                                  |
|         | Старики-родители на могиле сына                                        | Первая половина 1870-х  | Холст, масло            | 42 x 37,5                 | Государственная Третьяковская галерея не позднее 1883 г.                                 | К. С. Татаринов                                                                                                 |
|         | Трапеза                                                                | 1865–1876               | Холст, масло            | 84 x 126                  | Государственный Русский музей с 1906 г.                                                  | А. А. Борисовский Н. П. Ланин М. Г. Алякринский                                                                 |
|         | Крестьянин в поле                                                      | 1876                    | Холст, масло            | 62,5 х 50                 | Латвийский Национальный художественный музей с 1947 г.                                   | Московская закупочная комиссия                                                                                  |
|         | Портрет Н. А. Касаткина                                                | 1876                    | Холст, масло            | 45 x 35                   | Государственная Третьяковская галерея (дар Н. А. Касаткина после выставки 1923 г.)       | Н. А. Касаткин                                                                                                  |
|         | Портрет А. И. Криденер, матери художника                               | 1876                    | Холст, масло            | 101,5 х 88                | Государственный Русский музей с 1947 г.                                                  | Комитет по делам искусств при Совете Министров РСФСР                                                            |
|         | Портрет П. И. Николаева (вариант-повторение)                           | 1876                    | Холст, масло            | 93,5 х 78                 | Чувашский государственный художественный музей с 1950 г.                                 | |
|         | Охотники на привале [Авторское повторение]                             | 1877                    | Холст, масло            | 58 х 89                   | Государственный Русский музей с 1931 г.                                                  | В. А. Харитоненко, Москва Третьяковская галерея                                                                 |
|         | Портрет неизвестной с платком на плечах                                | 1877                    | Холст на картоне, масло | 41 х 36                   | Государственный Русский музей с 1945 г.                                                  | Комитет по делам искусств при СНК РСФСР                                                                         |
|         | Дворник, отдающий квартиру барыне [Авторский вариант-повторение]       | 1878                    | Холст, масло            | 71,5 х 53,4               | Ярославский художественный музей с 1925 г.                                               | И. Г. фон Дервиз Тутаевский краеведческий музей                                                                 |
|         | Портрет В. С. Бровского                                                | 1878                    | Холст, масло            | 61 х 48                   | Государственная Третьяковская галерея с 1929 г.                                          | В. С. Бровский И. С. Остроухов, Москва Музей Остроухова                                                         |
|         | Портрет А. К. Саврасова                                                | 1878                    | Холст, масло            | 71 х 57                   | Государственная Третьяковская галерея с 1905 г.                                          | Е. Е. Перова А. К. Саврасов (?) Е. М. Моргунова, вдова Саврасова, Москва                                        |
|         | Рыбная ловля                                                           | 1878                    | Холст, масло            | 54 х 45                   | Государственный Русский музей                                                            | |
|         | Слепой                                                                 | 1878                    | Холст, масло            | 75 х 57                   | Рязанский государственный областной художественный музей им. И. П. Пожалостина с 1927 г. | Протопопов Госфонд                                                                                              |
|         | Снятие с креста                                                        | 1878                    | Холст, масло            | 155,5 х 242               | Государственная Третьяковская галерея с 1883 г.                                          | Е. Е. Перова, Москва                                                                                            |
|         | Христос в Гефсиманском саду                                            | 1878                    | Холст, масло            | 156,5 х 243               | Государственная Третьяковская галерея с 1883 г.                                          | А. Г. Криденер, брат художника, Москва                                                                          |
|         | Блаженный                                                              | 1879                    | Холст, масло            | 153 х 103                 | Государственная Третьяковская галерея                                                    | |
|         | Портрет Е. Е. Перовой                                                  | 1879                    | Холст, масло            | 62,5 х 48,8               | Государственная Третьяковская галерея с 1926 г.                                          | Я. И. Ачаркан, Москва                                                                                           |
|         | Рыбаки. (Священник, дьякон и семинарист)                               | 1879                    | Холст, масло            | 104 х 179,5               | Нижегородский государственный художественный музей                                       | |
|         | Странница в поле (На пути к вечному блаженству)                        | 1879                    | Холст, масло            | 63 х 94                   | Нижегородский государственный художественный музей                                       | |
|         | Суд Пугачёва                                                           | 1879                    | Холст, масло            | 223 х 330                 | Государственный Русский музей с 1898 г. (дар Николая II)                                 | Николай II |
|         | Возвращение крестьян с похорон зимою                                   | 1880                    | Картон, масло           | 36 x 56,7                 | Государственная Третьяковская галерея с 1883 г.                                          | А. Г. Криденер, брат художника, Москва                                                                          |
|         | Никита Пустосвят. Спор о вере                                          | 1880-1881               | Холст, масло            | 336,5 x 512               | Государственная Третьяковская галерея с 1882 г.                                          | Наследники автора                                                                                               |
|         | Первые христиане в Киеве                                               | 1880                    | Холст, масло            | 156 х 253                 | Государственный Русский музей с 1898 г.                                                  | неизвестно |
|         | Портрет А. И. Тимашева                                                 | 1880                    | Холст, масло            | 67,5 x 56,7               | Государственная Третьяковская галерея с 2002 г. (дар Э. Л. Атояна)                       | Э. Л. Атоян, Москва                                                                                             |
|         | Плач Ярославны                                                         | 1881                    | Холст, масло            | ?                         | Частная коллекция                                                                        | А. Л. Штиглиц                                                                                                   |
|         | Старик на скамейке                                                     | 1880-е                  | Холст, масло            | 36 х 29                   | Ростовский областной музей изобразительных искусств                                      | |